# Stephen Kotkin
Stephen Kotkin (ur. 17 lutego 1959) – amerykański historyk, badacz dziejów Rosji, sowietolog.

## Życiorys
Absolwent University of Rochester (1981). Doktorat w 1988 na University of California w Berkeley (był uczniem m.in. Martina Malii). Visiting scholar Radzieckiej/Rosyjskiej Akademii Nauk (1993, 1995, 1998, 1999, 2012). Od 1989 jest związany z Princeton University. Autor wielu prac na temat historii ZSRR oraz dziejów Russian Studies w USA.

## Wybrane publikacje
- Behind the Urals: An American Worker in Russia’s City of Steel (editor, author of preface), Indiana University Press, 1989.
- Steeltown, USSR: Soviet Society in the Gorbachev Era, University of California Press, 1992.
- Magnetic Mountain: Stalinism as a Civilization, University of California Press, 1995.
- Rediscovering Russia in Asia: Siberia and the Russian Far East, M. E. Sharpe, 1995.
- Mongolia in the 20th Century: Landlocked Cosmopolitan (editor), M. E. Sharpe, 2000.
- Political Corruption in Transition: A Sceptic’s Handbook Central European University Press, 2002.
- Worlds Together, Worlds Apart: A History of the Modern World (1300 to the Present), W. W. Norton & Company, 2002.
- Armageddon Averted: The Soviet Collapse, 1970–2000, Oxford University Press, 2003.
- The Cultural Gradient: The Transmission of Ideas in Europe 1789-1991 (współautor), Rowman & Littlef, 2003.
- Korea at the Center: Dynamics of Regionalism in Northeast Asia (współautor), M. E. Sharpe, 2005.
- Uncivil Society: 1989 and the Implosion of Communist Establishment, współpraca Jan Tomasz Gross, New York: Modern Library/Random House 2009.
- Historical Legacies of Communism in Russia and Eastern Europe (współredaktor), Cambridge University Press 2014.
- Stalin: Volume I: Paradoxes of Power, 1878-1928, Penguin Press, 2014.

## Publikacje w języku polskim
- Armagedon był o krok: rozpad Związku Radzieckiego 1970-2000, przeł. Małgorzata Szubert, Warszawa: Świat Książki 2009.
- Rok 1989: koniec społeczeństwa nieobywatelskiego, współpraca Jan Tomasz Gross, przeł. Barbara Kopeć-Umiastowska, Warszawa: Świat Książki 2009.